# Lista dos deputados estaduais da 12.ª legislatura de Santa Catarina (1925–1927)
Lista dos deputados estaduais de Santa Catarina - 12ª legislatura (1925 — 1927).
| Nº | Deputado                        |
| -- | ------------------------------- |
| 1  | Antônio Vicente Bulcão Viana    |
| 2  | Luís de Vasconcelos             |
| 3  | Marcos Konder                   |
| 4  | João Pinho                      |
| 5  | Manuel Tiago de Castro          |
| 6  | João Pedro de Oliveira Carvalho |
| 7  | Caetano Vieira da Costa         |
| 8  | Artur Ferreira da Costa         |
| 9  | Boanerges Pereira de Medeiros   |
| 10 | Álvaro Catão                    |
| 11 | João Ramos                      |
| 12 | Indalécio Domingues de Arruda   |
| 13 | Raulino Horn                    |
| 14 | Ermembergo Pellizzetti          |
| 15 | Francisco Alves Fagundes        |
| 16 | Alvim Schrader                  |
| 17 | Dorval Melquíades de Sousa      |
| 18 | Benjamin Gallotti Júnior        |
| 19 | Edmundo da Luz Pinto            |
| 20 | Carlos Vítor Wendhausen         |
| 21 | Pedro Cristiano Feddersen       |
| 22 | César Pereira de Sousa          |